# Ligament costo-transversaire
Les ligaments costo-transversaires (ou ligaments costo-transversaires  interosseux ou ligaments transverso-costaux interosseux ou ligaments cervico-transversaires interosseux) sont des ligaments des articulations costotransversaires.
Ils s'étendent des faces postérieures des cols des côtes aux faces antérieures des processus transverses.

## Rôle
Les ligaments costo-transversaires contribuent à soutenir les articulations costotransversaires.
Leur face postérieure sert de points d'insertion pour les muscles extenseurs profonds du dos.